# Патрубок

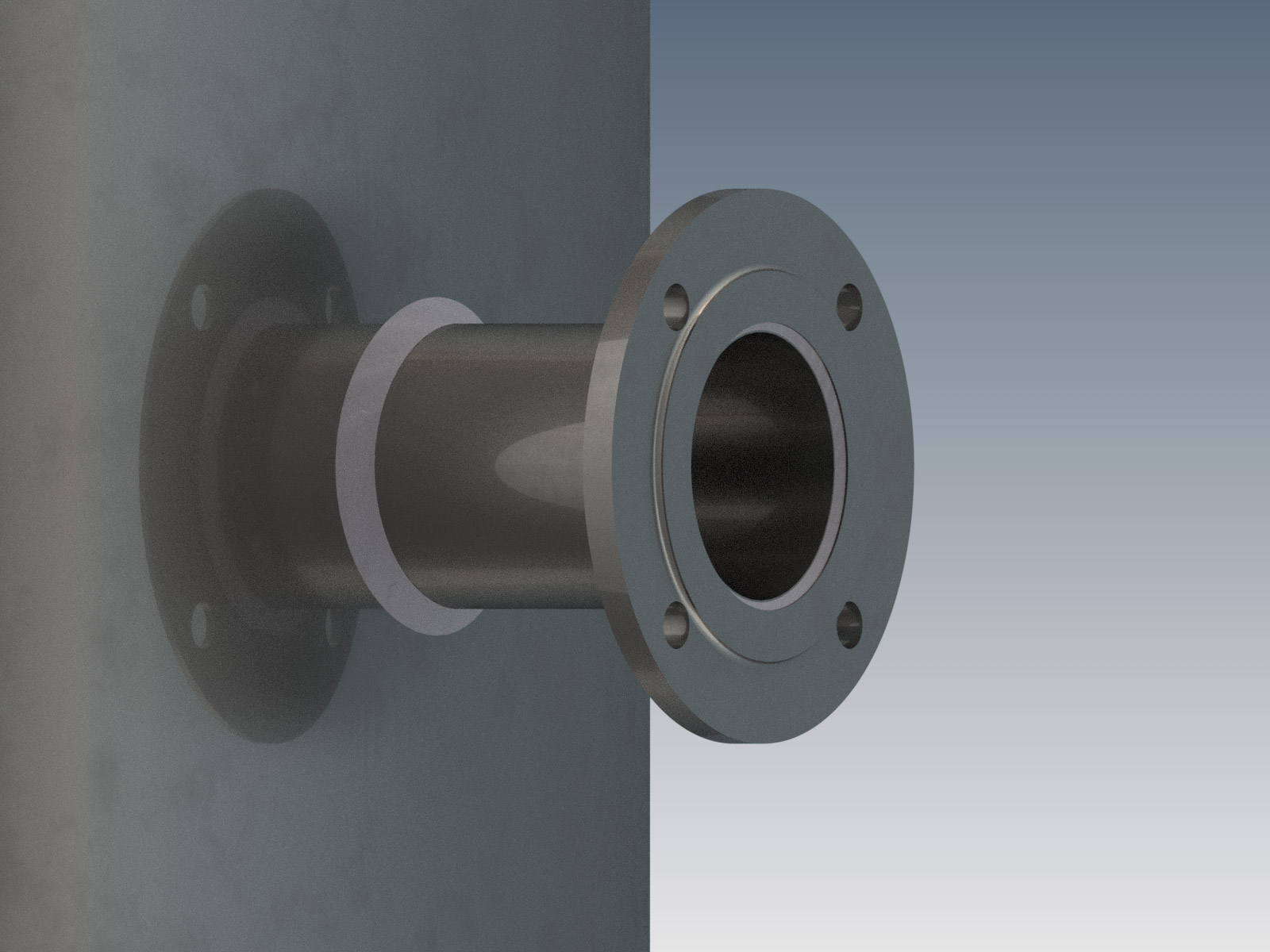
Патрубок с фланцем

Па́трубок — отрезок трубы, в резервуарах и других конструкциях, для отвода по ней газа, пара или жидкости. Соединяется с конструкцией с помощью вальцовки, клёпки или сварки. Исходя из вида соединения второй конец патрубка снабжают резьбой, фланцем или раструбом. Если концы патрубка разные по размеру и виду, то он является переходным.
Патрубками являются также соединительные трубопроводы, которые предназначены для перемещения рабочих тел за счёт разности давлений.